# Irena Borecká
Zuzana Klimešová (nacida el  5 de diciembre de 1980 en Brno) es una exjugadora de baloncesto checa. Consiguió 2 medallas en competiciones oficiales con la República Checa. Con 1.75 metros de estatura, jugaba en la posición de escolta.